# Hohenbergia castellanosii
Hohenbergia castellanosii es una especie de planta fanerógama perteneciente a la familia de las bromeliáceas. Es originaria de Brasil.

## Taxonomía
Hohenbergia castellanosii fue descrita por L.B.Sm. & Read y publicado en Phytologia 33(7): 437, t. 2, f. E, G. 1976.
Etimología
Hohenbergia: nombre genérico otorgado en honor del Príncipe de Württemburg, patrono de los botánicos, conocido como Hohenberg.
castellanosii: epíteto